# Lipianki (Poméranie)
Pour les articles homonymes, voir Lipianki.
Lipianki est une localité polonaise de la gmina rurale et du powiat de Kwidzyn en voïvodie de Poméranie. Elle se trouve à environ 72 km au sud de la capitale régionale Gdańsk.

## Géographie

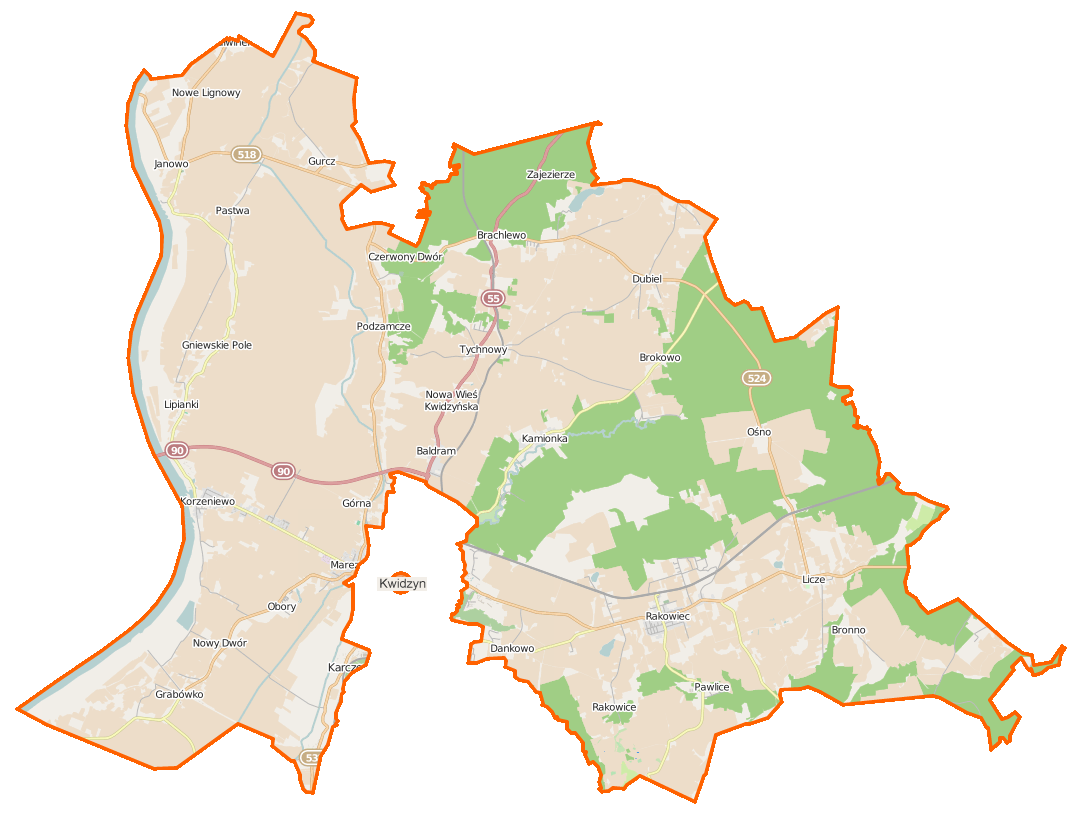
Carte de la gmina de Kwidzyn.